# LGBTの人々に対する暴力
LGBTの人々に対する暴力は、レズビアン、ゲイ、バイセクシャル、トランスジェンダー (LGBT) の人々に対する、セクシュアリティや性同一性への嫌悪的な態度によって動機付けられた暴力である。暴力は、同性愛行為（同性愛に関する法を参照）のための体罰を規定する法律を持つ国家や、脅迫、暴動、暴行、またはリンチを起こしている個人（ゲイ・バッシング、トランス・バッシングを参照）によって執行されることがある。感情的なセクシュアリティのために人々を標的とする暴力は、心理的または肉体的であり、殺人にまで及ぶ可能性がある。これらの行動は、ホモフォビア、レズボフォビア、バイフォビア、トランスフォビアによって動機付けられ、文化的、宗教的、政治的な慣行や偏見の影響を受けている可能性がある。
現在、同性愛行為はほとんど全ての西側諸国で合法であり、これらの国々の多くでLGBTの人々に対する暴力は憎悪犯罪に分類されている。これらの国々では、同性愛を糾弾する保守的または宗教的思考のイデオロギー、同性愛を弱者、病的、女性的、または不道徳に関連付ける個人によって行われている。西洋以外では、多くの国、特に支配的な宗教がイスラム教である国、アフリカのほとんどの国（南アフリカ共和国を除く）、一部のアジア諸国（日本と台湾を除く）、東ヨーロッパや中央アジアの旧共産主義国、ロシア、ポーランド、アルバニア、コソボ、モンテネグロ 、ボスニア・ヘルツェゴビナは、現在、差別的な法律と身体的暴力の両方に影響を及ぼす同性愛者に対する差別のために、LGBTの人々にとっては非常に危険である。
欧州では、欧州連合（EU）の雇用均等枠組み指令および欧州連合基本権憲章がセクシュアリティに基づく差別に対して何らかの保護を提供している。
歴史的に、同性愛者に対する国家公認の迫害の対象は、主に「ソドミー」と呼ばれる男性同性愛に限定されていた。中世と近世の間、ソドミーに対する刑罰は通常死刑だった。近現代（19世紀から20世紀半ば）の西洋世界では、刑罰は通常、罰金または投獄とされた。
2009年現在、同性愛行為が犯罪の国（全世界、特に中東、中央アジア、大部分のアフリカ、カリブ海諸国、オセアニア）は、死刑を執行する5カ国を含む世界80カ国が存在する。

## 国家公認の暴力

### 歴史

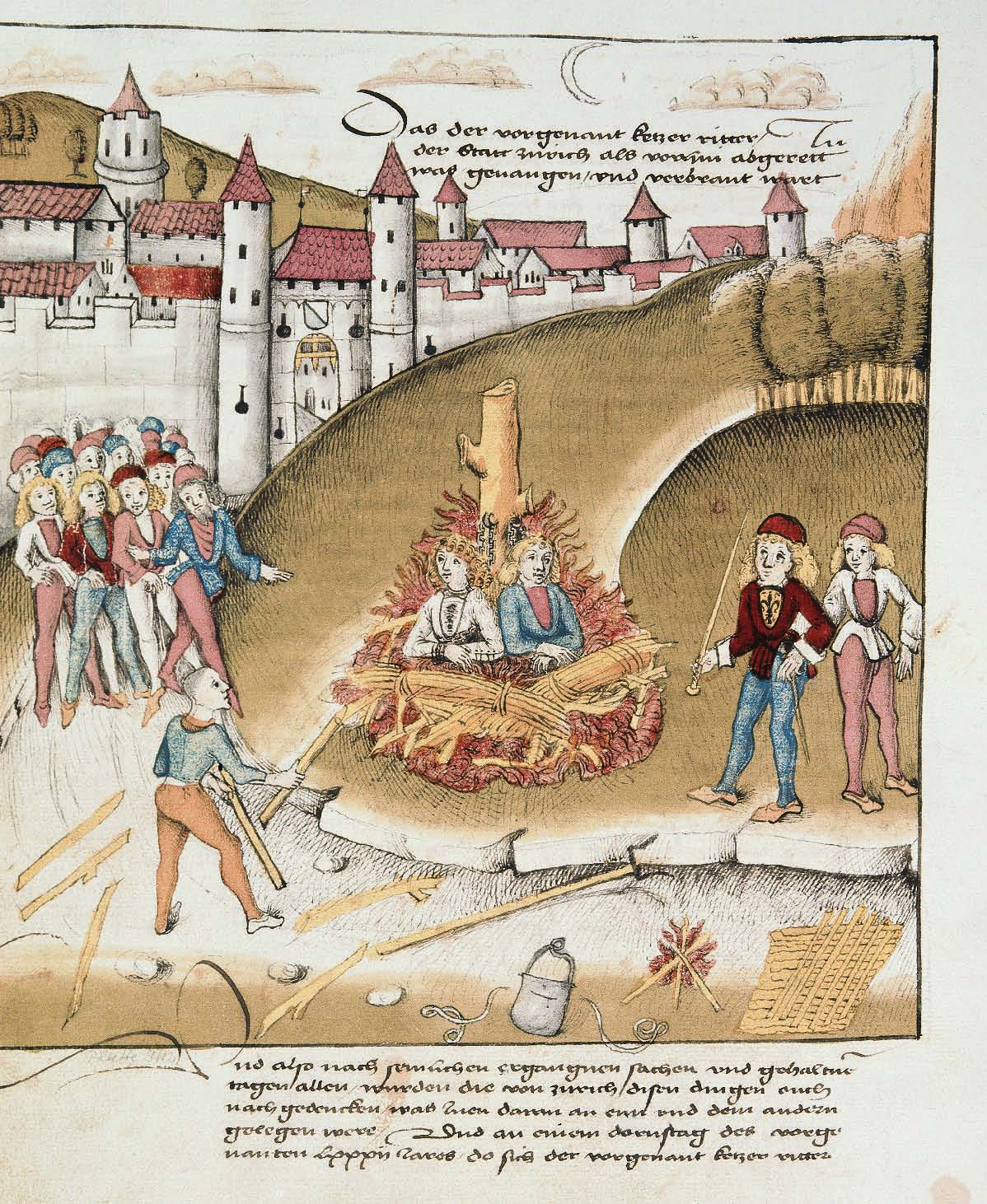
同性愛のために火刑とされた騎士フォン・ホーヘンベルクと彼の従者。チューリッヒ、1482年（チューリッヒ中央図書館）

#### 中東
ヘブライ人に伝わるレビ記では、男性間の性交を死刑によって処罰する初期の法律が記録されている。同性愛者の性交に対する暴力的な法律「男が男の隣人と一緒に横たわった時、彼らは起訴され、有罪判決を受ける。（そして）彼を宦官に変える」は、中央アッシリア法典（紀元前1075年）にも規定されている。
タキトゥスの『ゲルマニア』では、死刑は2種類の凶悪犯罪に規定されていた。それは、絞首刑によって罰されるような軍の反逆や逃走で、もう一つは道徳的な病気（臆病と同性愛、ignavos et imbellesとcorpore infames）だった。ゴードンはcorpore infamesを「不自然な売春婦」と解釈し、タキトゥスは男性同性愛と決めた。スコラは、古高ドイツ語に借用された古ノルウェー語の「アルガ」と、ランゴバディック・アルガ（Langobardic arga）を比較している。アルガは、「女々しい、臆病な、同性愛者」という意味を持つ。

#### ヨーロッパ
共和政ローマでは、「レックス・スキャンティニア法」によって、未成年の男性市民に対して性犯罪を犯したことで大人の男性に罰せられた。刑罰が死刑か罰金かどうかは不明である。
同法は、成人男性同士で性行為を行った人物を訴追するために使用されたかもしれないが、訴追はほとんど記録されておらず、法律の規定は曖昧である。ジョン・ボズウェルは、「同性愛を罰する法律があるとすれば、キケロの時代には誰もそれについて何も知らなかった」と述べている。ローマ帝国 がキリスト教の支配下に置かれた時、男性同性愛者の活動はますます抑圧され、しばしば死刑化されることもあった。342年、キリスト教徒の皇帝であるコンスタンティウス2世とコンスタンス1世は同性結婚を違法と宣言した。間もなく390年、皇帝ウァレンティニアヌス2世、テオドシウス1世とアルカディウスは同性愛を違法と宣言し、その罪を犯した者は公的に生きたまま焼かれると布告した。皇帝ユスティニアヌス1世（527年-565年）は、同性愛者を「飢饉、地震、疫病」などの問題の原因にした。
同性愛行為を禁止する法律や規定は、ヨーロッパでは4世紀から20世紀まで用いられており、ムスリム諸国では7世紀のイスラム教の始まりから、今日まで同様の法律を持っている。カリフハーディー（785年-786年）の下にあるアッバース朝バグダードは、同性愛者を死刑で処罰した。
中世の間、フランス王国とフィレンツェ市も同性愛者に死刑を宣告した。フィレンツェでは、ジョヴァンニ・ディ・ジョヴァンニ（1350年-1365年？）という若い男性が去勢され、この法律の下で裁判所命令により太ももの間を焼けた鉄棒で焼かれた。これらの刑罰はルネサンスに続き、スイスのチューリッヒ州に広がった。騎士リチャード・フォン・ホーヘンベルク（1482年死亡）は、彼の恋人である彼の若い従者と共に、火刑に処された。フランスでは、フランスの作家ジャックス・ショーソン（1618年-1661年）も、貴族の息子を誘惑しようとしたため生きたまま焼かれた。
イングランドでは、1534年のブッゲリー法令が同性愛と獣姦を死刑に処した。この法令は1828年に置き換えられたが、同性愛は1861年まで新しい法令の下で死刑により処罰された。最後の処刑は1835年に行われた。
ナチス・ドイツでは、同性愛者はホロコーストの標的とされた集団の一つであった（ナチス・ドイツとホロコーストによる同性愛者迫害参照）（1936年、同性愛者のフェデリコ・ガルシーア・ロルカは、ヒトラーの同盟国となったスペインの独裁者フランコが率いる、右派の反政府勢力によって処刑された）。ネオナチは、一般的に同性愛を、ナチス・ドイツで起こったような迫害と同様に反対している。同性愛者は女々しいとみなされ、ドイツ語の「Schwul」（「ゲイ」）はドイツのネオナチによって呪いの言葉として使われている。

### 現代
|  | 同性愛を合法とする国       |  |                                       |
|  | 結婚1                      |  | 結婚は認められているが法的適用は無し1 |
|  | シビル・ユニオン           |  | 事実婚                                |
|  | 同性結婚は認められていない |  | 表現や団体の自由を法的に制限          |
|  | 同性愛を違法とする国       |  |                                       |
|  | 強制的罰則はない2          |  | 拘禁                                  |
|  | 終身刑                     |  | 死刑                                  |

2016年8月現在、72カ国が同性の成人間における合意上の性行為を犯罪としている。彼らは8カ国で死刑を科されている。
- ブルネイ
- イラン (4つの有罪判決)
- モーリタニア
- カタール
- サウジアラビア - 同性愛者への極刑は執行されているが、同性愛者がLGBTの社会運動に従事して国家の権威に異議を唱えていない限り、政府は他の罰（罰金、懲役刑および鞭打ち）を使用する傾向がある[16]。
- スーダン
- イエメン
- ナイジェリアとソマリアの一部[15]

同性愛行為が犯罪化されているが、死刑により処罰されていない国は、以下の通り
アフリカ
アルジェリア、アンゴラ、ボツワナ、ブルンジ、カメルーン、コモロ、エジプト、エリトリア、エチオピア、ガンビア、ガーナ、ギニア、ケニア、リベリア、リビア、マラウイ、モロッコ、ナミビア、ナイジェリア(一部の州で死刑)、セネガル、シエラレオネ、ソマリア(一部の州で死刑)、南スーダン、スワジランド、タンザニア、トーゴ、チュニジア、ウガンダ、ザンビア、ジンバブエ
アジア
アフガニスタン、バングラデシュ、ブータン、ミャンマー、インド、クウェート、マレーシア、モルディブ、オマーン、パキスタン、シンガポール、スリランカ、シリア、トルクメニスタン、アラブ首長国連邦、ウズベキスタン、ガザ地区、パレスチナ自治政府
南アメリカ・カリブ地域
アンティグア・バーブーダ、バルバドス、ドミニカ国、グレナダ、ガイアナ、ジャマイカ、セントクリストファー・ネイビス、セントルシア、セントビンセント・グレナディーン、トリニダード・トバゴ
太平洋諸島
キリバス、パプアニューギニア、サモア、ソロモン諸島、トンガ、ツバル、クック諸島
そのような行為が罰金と投獄で処罰され続けるアフガニスタンは、1996年からそれを義務付けた2001年のターリバーン政権崩壊後に死刑を廃止した。インドは、2009年6月2日までに同性愛を犯罪としていたが、デリー高等裁判所がインド刑法第377条を無効と宣言した。しかし、インドは同性愛禁止法を2013年12月11日に復活させ、懲役1年以上の懲役を科せられる刑事犯罪としている。
ジャマイカには、世界でも厳しいソドミー法があり、同性愛行為には10年間の懲役刑が科される。
ヒューマン・ライツ・ウォッチやアムネスティ・インターナショナルなどの国際人権機関は、同意する成人同士の同性愛関係を犯罪とする法律を非難している。1994年以来、国連自由権規約人権委員会は、このような法律が世界人権宣言及び市民的及び政治的権利に関する国際規約で保証されているプライバシー権を侵害しているとも決議している。

## 暴力犯罪
同性愛行為が合法である国（アフリカや中東以外のほとんどの国）においても、同性愛者がいじめや身体的暴力、殺人の対象になっているという報告がある。
ブラジルで最も古い同性愛者NGOであるグルポ・ゲイ・ダ・バヒアによれば、ブラジルの同性愛者に対する殺人率は特に高く、1980年から2009年の30年間で3,196例が報告されている（または1年間に10万人あたり約0.7人の割合）。ブラジルの同性愛者グループ、グルポ・ゲイ・ダ・バヒア（GGB）は、2008年にブラジルにおけるホモフォビアに基づく殺人で190件を報告し、ブラジルにおける意図的殺人の約0.5％（2008年時点で人口10万人当たり22人の殺人率）を占めていると報告した。被害者の64％がゲイ男性、32％がトランス女性または女装趣味の男性、4％がレズビアンであった。比較すると、FBIは2008年に米国で5件のホモフォビアに基づく殺人を報告した。これは意図的殺人の0.03％（2008年現在の人口10万人あたり5.4人）に相当する。
グルポ・ゲイ・ダ・バヒア（GGB）によって公開された数字は、メディアに報告されたLGBTの人々の全ての殺人事件を含むため、同性愛者に対する偏見によって動機付けられたものだけではない可能性が時折論議されている。ブラジルで最も読まれた右翼系週刊誌Vejaのコラムニストであるレイナルド・アゼベドは、偏見によって動機付けられた殺人とそうではない殺人を区別しないというGGBの方法論を「非科学的」と呼んだ。彼は、非トランスジェンダーの同性愛者や異性愛者に比べて、性転換者の殺人事件の高水準で、性転換者が用いるの薬物取引が関与していると主張している。ブラジルのゲイブログでは、2009年に報道された同性愛者30人の殺人事例を調査した。その中にはGGBが国家統計報告書で使用したものも含まれている。彼らの大多数は、犠牲者の同性愛者のパートナーまたは他者との関係にある人たち（例えば、男性売春人）によって殺害されたと判断し、いくつかの人は麻薬密売に関与したギャングの未払い負債のために殺された。

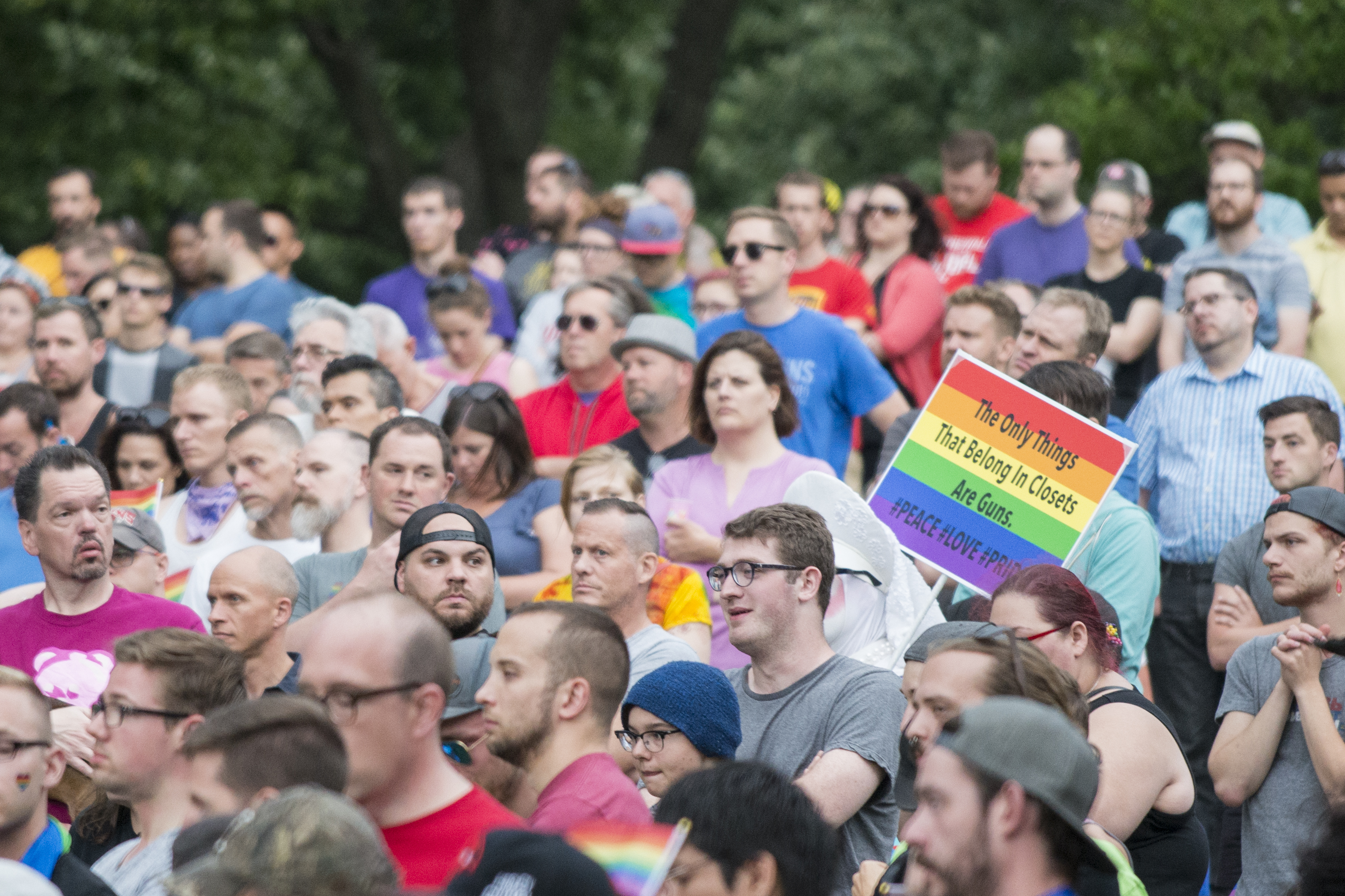
フロリダ銃乱射事件の犠牲者のためにミネアポリスで開催された集会。

欧州連合と米国の多くを含む世界の多くの地域で、殺人は法的に憎悪犯罪に分類されており、有罪判決を受けた場合は厳しい刑が科される。一部の国では、このような法律が暴言や身体的暴力にも及んでいる。
ゲイの男性犠牲者を含むほぼ全ての殺人事件には激しい怒りがあるが、LGBTに対する暴力的な憎悪犯罪は、他の憎悪犯罪と比較しても特に残忍な傾向がある。
犠牲者が撃たれることは稀であり、彼は複数回刺され、切り裂かれ、絞殺される可能性がより高い。「彼らはしばしば、拷問、切断、切り裂きを受け、彼の（性的な）嗜好のために殺される絶対的な意図を示している」。フロリダ州ワネータで2007年3月14日に発生した、米国の特に残酷なケースでは、25歳のライアン・キース・スキッパーが20か所の刺し傷や喉の外傷で死亡したことが判明した。彼の遺体は、自宅から2マイル未満の暗い田舎道に投棄されていた。彼の2人の襲撃者、ウィリアム・デイビッド・ブラウン・ジュニア（20歳）及びジョセフ・エリ・バーデン（21歳）は、強盗と第一級殺人の罪で起訴された。被害者の悪意と侮辱を強調するために、殺人犯はスキッパーの血を吸い込んだ車で駆け抜けて、彼を殺したことを自慢していたという。保安部の宣誓供述書によると、男性の一人は、「彼は同性愛者だった」ためにスキッパーが標的にされたと述べた。
2008年のカナダでは、警察が報告したデータによると、全国の憎悪犯罪の約10％が性的指向によって動機付けられていた。この内56％は暴力的な性質を持っていた。これに対して、人種差別的犯罪の38％は暴力的なものだった。
米国連邦捜査局調査によると、同年、人種的偏見のために4,704件の犯罪、性的指向に対する偏見のために1,617件の犯罪が発生したが、人種的偏見のために1件の殺人と1件の強姦が行われた。一方、性的指向への偏見に基づいて5件の殺人と6件の強姦が行われた。2008年の北アイルランドでは、160件のホモフォビアが関連した事件と7件のトランスフォビアが関連した事件が報告された。これらの事件のうち、68.4％が暴力犯罪であり、他のバイアス・カテゴリーよりも有意に高かった。対照的に、人種に動機付けられた犯罪の37.4％は暴力的な性質を持っていた。

### 同性愛憎悪犯罪に対する法律
欧州安全保障協力機構では、犯罪行為の中で悪化している状況として計上されるような、性的指向に基づく偏見への対応（包括的な反差別法とは対照的）を具体的に策定した法案が12件ある。
米国は、憎悪犯罪の基準として性的指向を含む連邦法を持っていないが、コロンビア特別区を含むいくつかの州では、性的指向が実際に動機付けられた、またはその可能性がある犯罪に対して厳しい罰則を課している。米国ではジェンダーアイデンティティを具体的に規定する刑法が、11州とコロンビア地区でのみ制定されている。2010年11月、国際連合総会は、79対70で「性的指向」を、処刑理由の不当なものであるとして「根拠のある差別的理由」から削除した。決議には、人種、宗教、言語の違い、難民、ストリートチルドレン、先住民を含む多数の集団が具体的に挙げられている。
しかし、これらの憎悪犯罪に対する法律と警察の対応は難しい。これらの犯罪の統計および犠牲者自身による過小報告に関連した当局による報告の欠如は、この困難の要因の一つである。多くの場合、犠牲者は嫌がらせをされて、より多くの犠牲者を招くため、犯罪を報告しない。

### 司法バイアス
ゲイ・パニック・ディフェンスのような法的防衛は、彼らの性的指向のために、殴打、拷問、または同性愛者を殺害したと非難された人々に対して、より寛大な刑罰を可能にする。これらの主張は、攻撃者が犠牲者の誘い掛けによって一時的な狂気を引き起こし、自分自身を止めることができず、間違っていると言うことができないほど激怒したことを示している。このような場合、責任能力の喪失が証明された場合、または陪審員が同情した場合、初犯では重い刑が大幅に減刑される可能性がある。いくつかのコモン・ロー諸国では、LGBTの人々に対する暴力的な攻撃の裁判に攻撃者の防衛的な面での正当性が考慮されてきたが、非暴力的な同性愛者の誘い掛けに対する暴力的な対応の場合にこの法的防衛の使用を防止または削減するために、いくつかのオーストラリアの州および領土が法律を改正した。
LGBTの人々に対する暴力で有罪判決を受けた者が、より短い刑期を言い渡された、いくつかの顕著な事件があった。そのような事件の1つにケニス・ブリュワーのケースがある。 1997年9月30日に、彼は地元のゲイバーでスティーブン・ブライトに会った。彼は若い男に飲み物を買い、その後彼らはブライヤーのアパートに戻った。そこにいる間、ブリュワーはブライトに向かって性的な誘い掛けをし、ブライトは彼を殴って殺した。ブライトは初めに第二級殺人で起訴されたが、最終的には第三級暴行罪で有罪判決を受け、懲役1年の判決を受けた。ブライトのようなケースは独特なものではない。2001年、アーロン・ウェブスターは、野球のバットとプールキューで武装した若者のグループによって殴られて死に、ゲイの男性が頻繁に訪れるスタンレーパークの周辺に吊るされた。ライアン・クランは、2004年の事件で故殺したとして有罪判決を受け、禁固6年の判決を受けわずか4年後の2009年に仮釈放されたカナダの青少年刑事司法法に基づき2名の青少年が裁判され、有罪判決後3年間の判決が下された。4番目の加害者は免訴された。
裁判官は、自分の偏見が自身の判断に影響を与えることから免れない。1988年、テキサス州のジャック・ハンプトン裁判官は、検察官から求刑された死刑の代わりに、2人の同性愛者を殺害した男を禁固30年を言い渡した。彼の判断を伝えた後、彼は言った。「私は十代の男の子を拾うために通りを巡る奇妙な人たちにはあまり気にしない。[私は]売春者と同性愛者をほぼ同じ水準に据えた。私は売春者殺しに命を奪う刑を与えるのは難しい」。
1987年、フロリダ州の裁判官が、ゲイの男性が殴り殺された事件を裁の裁判で、検察官に尋ねた。「これは同性愛者を殴り殺した犯罪か？」。検察官は返答した。「その通り。彼らを殺すことも犯罪だ」。「時代は本当に変わった」と裁判官は答えた。裁判官、ダニエル・ファッチは自分が冗談を言っていると主張したが、彼はその事件の審理から取り除かれた。

### ゲイ・プライド・パレードへの攻撃
プライド・パレードは、その公然の性質のためにしばしば暴力を引き付ける。このような出来事が起こっている多くの国が参加者に警察の保護を提供しようとするが、パレードが起こらない方が都合がよく、警察は暴力的な襲撃者を無視または奨励する。モルドバは、パレードを開催する正式な要請を拒否し、襲撃者がいずれにせよ行進しようとする者を脅迫し、危害を加えることを認めている。2007年、パレードの開催を拒否された後、LGBTの少人数のグループが小さな集会を開催しようとした。彼らはその大きさの2倍のグループに囲まれていた。彼らは卑劣なことを叫び、卵をLGBTグループに投げつけた。集会はそれでも進行し、彼らは抑圧の犠牲者の記念碑に花を蒔こうとした。しかし彼らは役所からの許可が必要だと主張する多数の警察官によって機会を与えられなかった。
翌年、再びパレードが試みられた。バスには約60名が搭乗していたが、降車する前に怒った群衆がバスを囲んでいた。彼らは恐怖に陥った乗客の所で「出てきて、お前を打ちのめさせてくれ」、「お前たちを殴り殺す。逃がさない」といったようなことを叫んだ。暴動隊は活動家に、無事にバスを離れることを望むならば、あなた方は全ての自尊心を破棄しなければならないと語った。乗客は受け入れ、行進は中止された。その間、バスの乗客から警察に少なくとも9回の緊急通報があったにもかかわらず、警察は約100メートル先で待機していて行動しなかった。
ロシアの公人も同様にLGBTパレードを嫌う。モスクワのユーリ・ルシコフ市長は行進を繰り返し禁止し、彼らを「サタニック」と呼んでいる。パレードの参加者は代わりに平和的に集会し、集会の自由と表現の自由についての市役所に請願を送ろうとした。彼らはスキンヘッドやその他の抗議者、広場を閉鎖した警察官に会い、すぐに活動家は逮捕された。何人かが逮捕された時に、他の参加者は抗議者によって攻撃された。警察は何もしなかった。約11人の女性と2人の男性が逮捕され発熱するも放置され、医師の診察は拒否され、警官によって口頭で虐待された。役人は女性に、「誰もレズビアンを必要とせず、誰もあなたをここから出さない」と語った。参加者が後に拘束された時、彼らは卵に投げ込まれ、待機していた抗議者たちによって怒鳴りつけられた。
一方、ハンガリーは、行進者にできる限りの保護を与えようとしたが、暴力の流れを止めることはできていない。2008年、ブダペスト尊厳行進には何百人もの人々が参加した。警察は、今週中に2つのLGBT関連企業が攻撃を受けたため警戒しており、行進が行われる通りの両側に高い金属障壁を立てた。何百もの怒った抗議者が報復で警察にガソリン爆弾と岩を投げた。先頭の警官が発砲し、警察官2人が負傷した。パレード自体の中に、抗議者は、火炎瓶、卵、爆竹を行進者に投げ付けた。少なくとも8人の参加者が負傷したこの攻撃に関連して45人が拘束され、オブザーバーは「ブダペストで行われたゲイ・プライド・パレードにおける過去数十年間で最悪の暴力」と呼んだ。

### 歌詞の主張

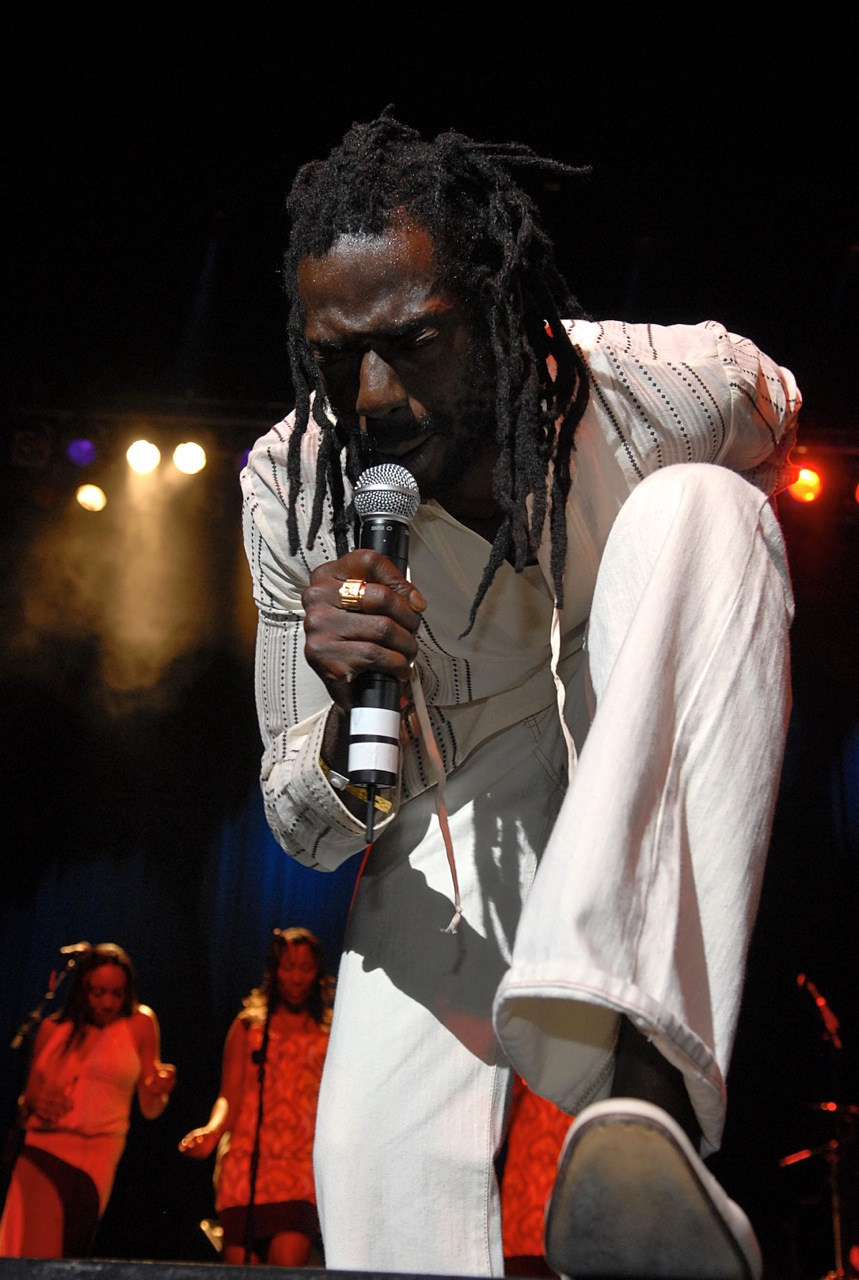
2007年に演奏するジャマイカのミュージシャン、ブジュ・バントン。

ジャマイカの強い反同性愛の文化の結果、ブジュ・バントン、エレファント・マン、シズラなどの多くのレゲエやダンスホールレゲエのアーティストが、同性愛者に対する暴力を唱道する歌詞の歌曲を発表している。
同様に、ヒップホップの音楽には積極的なホモフォビックな歌詞が含まれることがあるが、以来改革を重ねてきた。
バントンは、彼が15歳の時に、1992年に「Boom Bye Bye」と呼ばれる数年後にリリースした曲を書いた。この歌は、同性愛者を殺害することについての歌であり、「同性愛の男を射撃することを提唱し、彼らに酸を注ぎ、生きたまま焼く」ことを主張している。エレファント・マンの歌は、「レズビアンがレイプされるのを聞いても、それは私たちの過ちではない...ベッドの2人の女性、それは死んだはずの2人のソドム人だ」と主張している。
カナダの活動家たちは、彼らの歌のいくつかが反同性愛のコンテンツであり、同性愛嫌悪者の暴力を増長させていると主張し、レゲエのアーティストを国から追放しようとしている。英国ではスコットランドヤードがレゲエの歌詞を調査し、シズラは2004年に音楽で殺人を促したとしてイギリス入国を禁止された。
同性愛者の権利擁護派は、アーティストによる憎悪と暴力の促進と戦うために、ストップ・マーダー・ミュージックというグループを始めた。グループは抗議活動を組織し、一部の会場では対象アーティストの公演に反対し、スポンサーの喪失を招かせた。2007年に、グループは、レゲエアーティストに、「ゲイの人々に対して嫌悪を煽る音楽を作ったり、公表せず、以前のホモフォビックソングの再リリースの承認もしない」と約束するよう頼んだ。いくつかのアーティスト、ブジュ・バントン、ビーニ・マン、シズラ、ケイプルトンなどが署名することに合意したが、後に署名を拒否した。
1980年代、北米で新興のネオナチのポップカルチャーや人種差別的なロックソングを宣伝していたスキンヘッドは、暴力を主張する反ゲイ音楽を含むパンク・ロック・コンサートに頻繁に参加した。

## 動機

### マチズモ文化と社会的同性愛嫌悪
ホモフォビック犯罪の大多数は男性の被害者に対する男性の加害者によって行われ、積極的な異性愛主義のマチズモまたは男性優越主義と結び付いている。カルバン・トーマスとジュディス・バトラーを含む理論家たちは、同性愛嫌悪はゲイとして特定されるという個人の恐怖に根差すことがあると示唆している。男性の同性愛恐怖症は、男性性についての不安と相関している。この理由から、スポーツ関連で同性愛嫌悪が広がりやすく、サッカーやラグビーなどのステレオタイプな「男性」像のサポーターのサブカルチャーでは、横行していると言われている。
これらの理論家は、同性愛嫌悪を表現する人は、同性愛者の集団についての信念を伝えるだけでなく、この集団とその社会的地位から自分自身を遠ざけることを目的としていると主張している。したがって、同性愛者と距離を置くことによって、彼らは同性愛者の異文化としての異性愛規範の役割を担う存在であり、同性愛者として扱われることを避けようとしているという考えである。
さまざまな精神分析学理論は、衝動が差し迫っているか単なる仮定であろうと、同性愛嫌悪を個人の同性愛衝動への脅威と説明している。この脅威は、抑圧、拒否または反動形成を引き起こす。

### 宗教

#### 宗教の記述
聖書のいくつかの節は、はっきりと同性愛関係を禁じている。
。
女と寝るように男と寝てはならない。それは唾棄すべきものである。—レビ記18:22
女と寝るように男と寝た男は罪を犯したのであり、彼らは必ず殺されなければならない。 彼らの血は彼らの上にある。—レビ記20:13
上記の節は、アブラハムの宗教の信者とLGBTコミュニティのメンバーの間の緊張の原因である。
キャンディー・チェルー・ホッジは、Religion Dispatchesの雑誌で、LGBTの人々を非難するためによく引用される6つの節が、代わりに「乱暴なセックス」を指していると主張している。彼女は、聖書には「愛情のある、ゲイとレズビアンの関係」に対する非難はなく、イエスはその主題について沈黙していると述べている。

#### キリスト教
今日の社会では、多くのキリスト教派が同性間のセックスに惹かれている人を歓迎するが、同性間の性的関係や同性間のセックスは罪深いと教えている。これらの教派には、カトリック教会、東方正教会、メソジスト教会、アメリカ・オランダ改革派教会や米国バプテスト同盟、福音同盟や南部バプテスト連盟などの保守的な福音主義組織や、多くのメインライン・プロテスタントの教会なども含まれている。同様に、アッセンブリーズ・オブ・ゴッドのようなペンテコステ派教会や、復活派の教会は、エホバの証人や末日聖徒イエス・キリスト教会のように、同性愛行為が不道徳であるという立場を取っている。
いくつかのキリスト教団体は転向療法を主張し、脱ゲイ運動を促進している。そのような団体の1つであるエクソダス・インターナショナルは、転向療法は同性への欲求を減らすための有用なツールであると主張し、エクソダスの前の加盟組織はこのような見解を続けているが、エクソダスは組織の使命を否定して以来、「性的指向の変更の努力と、嫌悪する両親の性的指向に関する修復理論」を推進している。米国での医学的・科学的コンセンサスは、転向療法は有害である可能性があり、罪悪感や不安を抱き、自尊心 を損ないうつ病や自殺に繋がる可能性があるため避けるべきだとしている。メンタルヘルスコミュニティには、性的指向やゲイ、レズビアン、バイセクシュアルの人々が幸せで健康的な生活を送る能力についての不正確な見解を広めることによって、転向療法の進歩自体が社会的害を引き起こすという大きな懸念がある。同性愛が不道徳であり、修正が可能であるという考えを推進することは、同性愛者に対する攻撃者に、LGBTの人々の世界を追い払うことが「神の仕事をしている」ということになり正当だと感じさせる可能性がある。
ローマカトリック教会のリーダーでもあるローマ教皇ベネディクト16世は、同性愛から人類を「保護する」ことは、気候変動から世界を救うことと同じくらい重要であり、伝統的な異性愛者以外の全ての関係は、「神の仕事の破壊」を意味すると述べている さらに、バチカンの関係者は同性愛を公的に「逸脱、不規則、傷」と呼んだ。カトリック教会は同性愛者自体は罪ではないが、同性愛行為は「重大な堕落の行為」であると教えている。同性愛者のメンバーは集会に受け入れられ、差別されることなく、独身のままにされるべきだとしている。
アフリカの福音派は、宗教を使ってLGBTの人々に対する暴力を正当化し、同性愛行為を犯罪化することがある。ナイジェリアのピーター・アキノラ大主教とウガンダのヘンリー・オロムビー大主教は、グローバル・アングリカン・フューチャー・カンファレンスで問題を協議した時、ゲイやレズビアンに対する暴力を非難しなかった。教会陸軍の最高執行責任者であるマーク・ラッセルは、自国が同性愛者に対する暴力を非難することを拒否したことについて「正直に言うと、恥ずべきであり、暴力の原因を扇動しており、完全にキリスト教徒ではない。あなたは神の名によって暴力を正当化することはできません。沈黙[...]アフリカの同性愛者に対する暴力を犯した人々は、今や彼らの行動を正当化するためにこの沈黙を使用することができる。キリスト教徒は話し、これが間違っていると言わなければならない」と反論した。

#### イスラム教
イスラム教のクルアーンは、男性間で淫行に従事していた故にアッラーフの怒りによって破壊された「ロトの人々」（ソドムとゴモラの人々としても知られている）の物語を引用している。
シェイヒュルイスラームイマーム・マーリクやイマーム・シャーフィイーなどのイスラム学生は、イスラム教徒は同性愛を認めず、有罪判決を受けると裁定した。
ソドミーに対する法定刑罰は、法学派の間で様々である。一部は死刑を規定する。 他の派は軽い裁量の刑罰を命じる。同性愛行為は犯罪であり、ほとんどのイスラム教徒が多数の国で禁じられている。インドネシア、ヨルダン、トルコなど比較的世俗的なムスリム諸国では、その限りではない。
クルアーンは、聖書とトーラーのように、同性愛に対する非難が記述されているが、それをどのように扱うべきかは詳述されていない。このため、イスラム法学者はハディース（預言者ムハンマドの言葉）とスンナ（預言者ムハンマドの人生の記述）の集積に目を向けた。これらは完全に明確で、特に厳しいものである。イブン・アル・ジョーズィーは、預言者ムハンマドが同性愛行為を行った能動的な男と受動的な男の両方に死刑を科したというハディースに基づき、同性愛行為に死刑を勧告した。
スナン・アル・ティルミーズィーは、「あなたがロトの人々の罪を犯したことを知った人は誰でも、それをやる人と行なわれた人の両方を殺しなさい」というハディースから、預言者ムハンマドは、能動的な同性愛者と受動的な同性愛者の両方に対して死刑を執行したと報告している。全体的な道徳的または神学的な原則は、そのような行動を行う人が神の創造の調和に挑戦しており、それ故神に対する反乱を犯しているということである。 
これらの意見は宗派によって異なることに注意しなければならない。クルアニスト（前述のハディースを信仰体系に統合していない者）が死刑を主張していないという指摘は注目に値する。
同性愛者と「男性のように行動する女性」がイスラム法の下で処刑されるべきであると述べているイマームもいる。バーミンガムのグリーン・レーン・マスジドのアブー・ウサマは、「もし私が同性愛者を罵倒し、汚れていて、処刑すべき汚れた犬と呼ぶなら、それは私の言論の自由ではないのか？」と言い、信者の言葉を守った。
他の現代イスラムの見解は、「同性愛の犯罪は犯罪の最大のものであり、罪の最悪のものであり、最も忌み嫌うものである」ということである。同性愛はサハーバの時代にイスラム教の11番目に大きな罪とみなされ、奴隷の少年は彼に同性間性行しようとした彼の主人を殺害しても許された。
2016年のフロリダ銃乱射事件は、個人による致命的な銃乱射事件と、米国の歴史におけるLGBTの人々に対する致命的な事件として記憶されている。2016年6月12日、オマル・マティーンはフロリダ州オーランドのパルス・ゲイナイトクラブで49人を殺害し、50人以上を負傷させた。この行為は、イスラム過激派のテロ攻撃であり、憎悪犯罪であると調査官によって記述されている。

#### ユダヤ教
ユダヤ教では、同性愛に対する死刑は実際には2000年以上も使われていないが、多くの運動が同性愛行為を罪深いものとみなしている。 ユダヤ教正統派は一般的に同性愛行為を禁じている。どのような行為が中核的禁止の下になるのかについての意見の相違はあるものの、正統派ユダヤ教の全ては、同性愛行為（ソドミーを含む）や聖書で禁じられている行為（殺人、偶像崇拝、姦通、近親相姦を含む）を行ったユダヤ人が、ユダヤ法の自己犠牲の法律の下で死ぬことを義務付けている。